# (35437) 1998 BN19
1998 BN19 (asteroide 35437) é um asteroide da cintura principal. Possui uma excentricidade de 0.09691670 e uma inclinação de 0.25335º.
Este asteroide foi descoberto no dia 18 de janeiro de 1998 por Spacewatch em Kitt Peak.